# 오성중학교 (대구)
오성중학교(五星中學校)는 대한민국 대구광역시 수성구 만촌동에 있는 사립 중학교이다.

## 학교 연혁
- 1952년 11월 1일 : 학교법인 오성학원 설립, 설립자 이갑성
- 1952년 11월 18일 : 학교법인 오성학원 이사장 이주성 취임
- 1953년 2월 18일 : 제1대 이갑성 교장 취임
- 1990년 8월 1일 : 신축교사 이전(수성구 만촌3동 1070번지)
- 1997년 8월 20일 : 학교법인 오성학원 이사장 박우석 취임(제4대)
- 1999년 3월 1일 : 교명(五成 →五星) 및 교표 변경
- 1999년 9월 27일 : 강당 및 체육관(현운관) 준공
- 1999년 10월 7일 : 학교법인 오성학원 이사장 박기수 취임(제5대)
- 2002년 4월 17일 : 5층 특별교실 증축 (942.84m2)
- 2021년 9월 1일 : 제12대 추인엽 교장 취임
- 2022년 1월 5일 : 제70회 졸업식 졸업생 294명 (총 30,833명)
- 2022년 3월 2일 : 2022학년도 신입생 270명 입학(10학급)

## 학교 위치
- 1953년 3월 2일 ~ 1990년 7월 22일 : 수성구 신천동로 380 (수성동1가 / 現 우방오성타운)
- 1990년 9월 1일 ~ (현재) : 수성구 달구벌대로522길 78 (만촌동)

## 참고 자료
- 오성중학교 - 한국교육학술정보원 학교알리미